# Hypericum australe
Hypericum australe är en johannesörtsväxtart som beskrevs av Michele Tenore. Hypericum australe ingår i släktet johannesörter, och familjen johannesörtsväxter. Inga underarter finns listade i Catalogue of Life.